# سیلم (نیوجرسی)
سیلم (به انگلیسی: Salem) شهری در ایالت نیوجرسی کشور ایالات متحده آمریکا است که جمعیت آن در سرشماری سال ۲۰۱۰ میلادی، ۵٬۱۴۶ نفر بوده‌است.

## نگارخانه

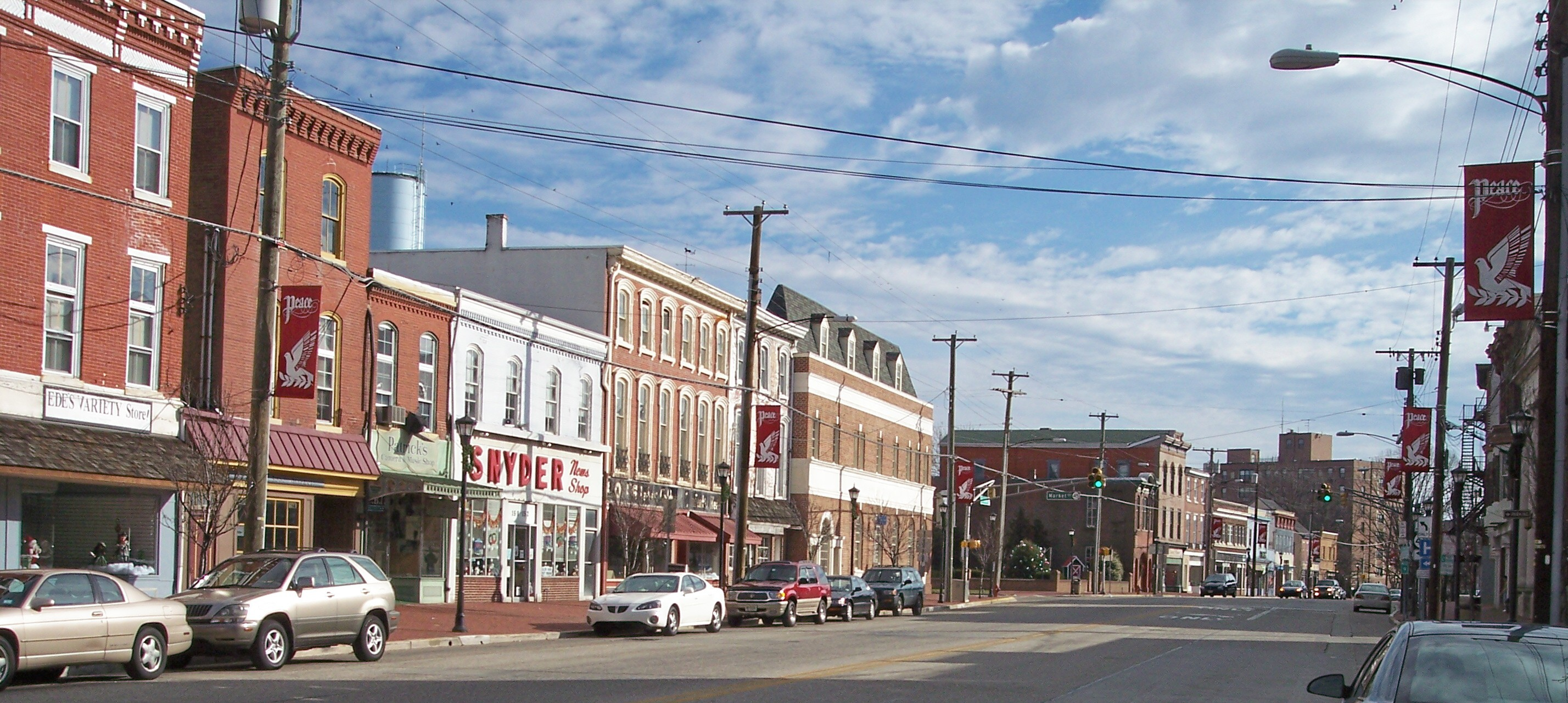
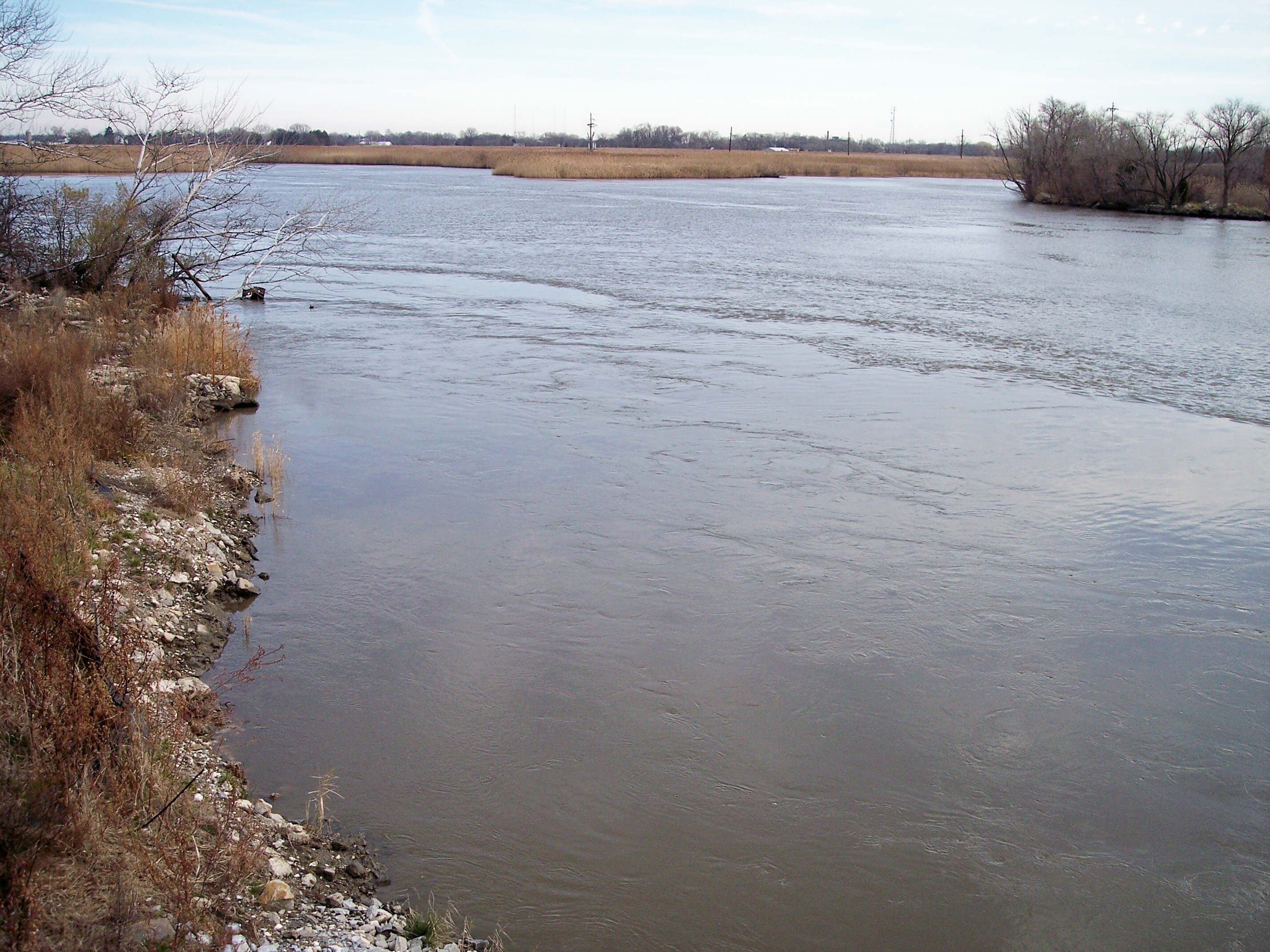
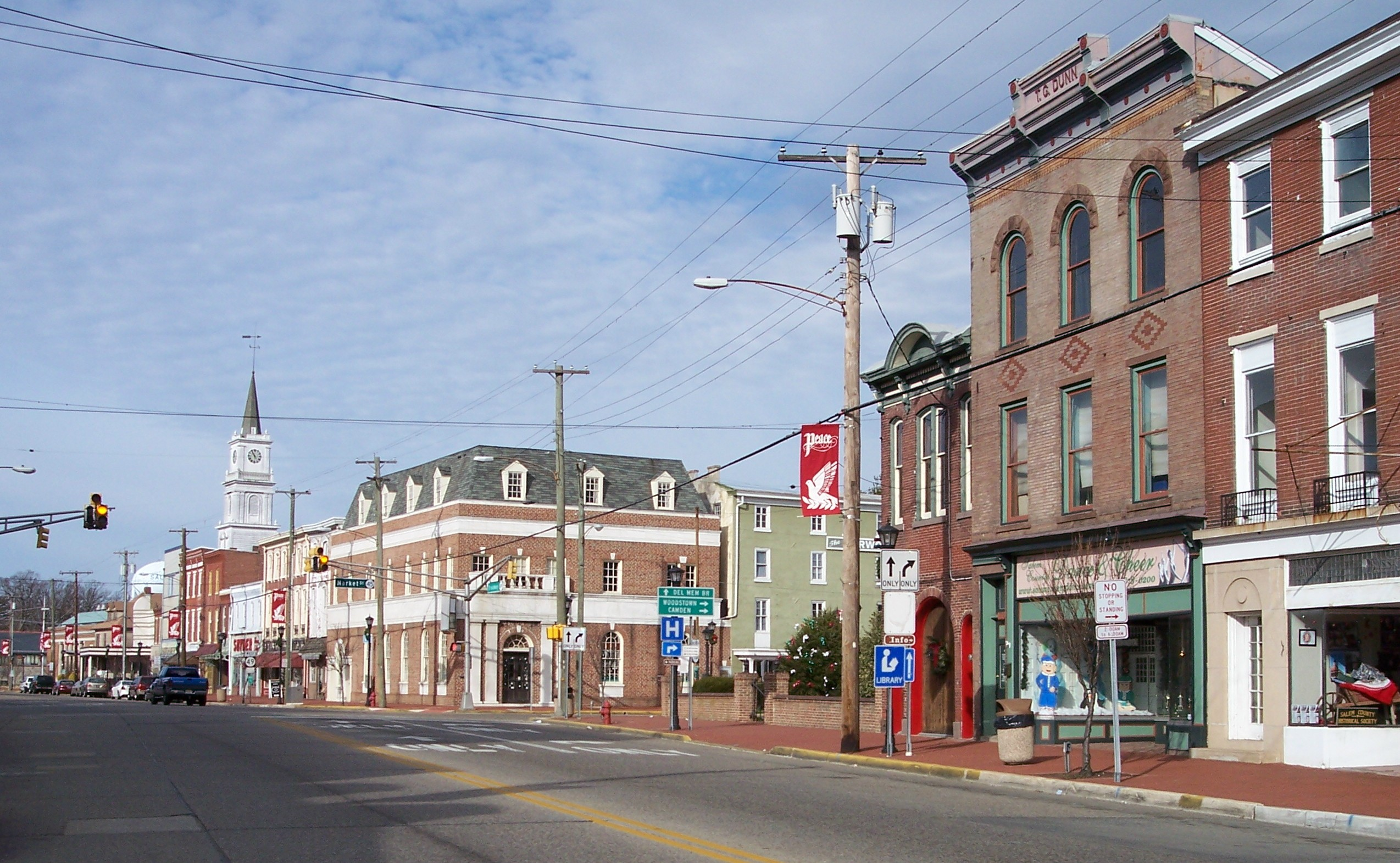
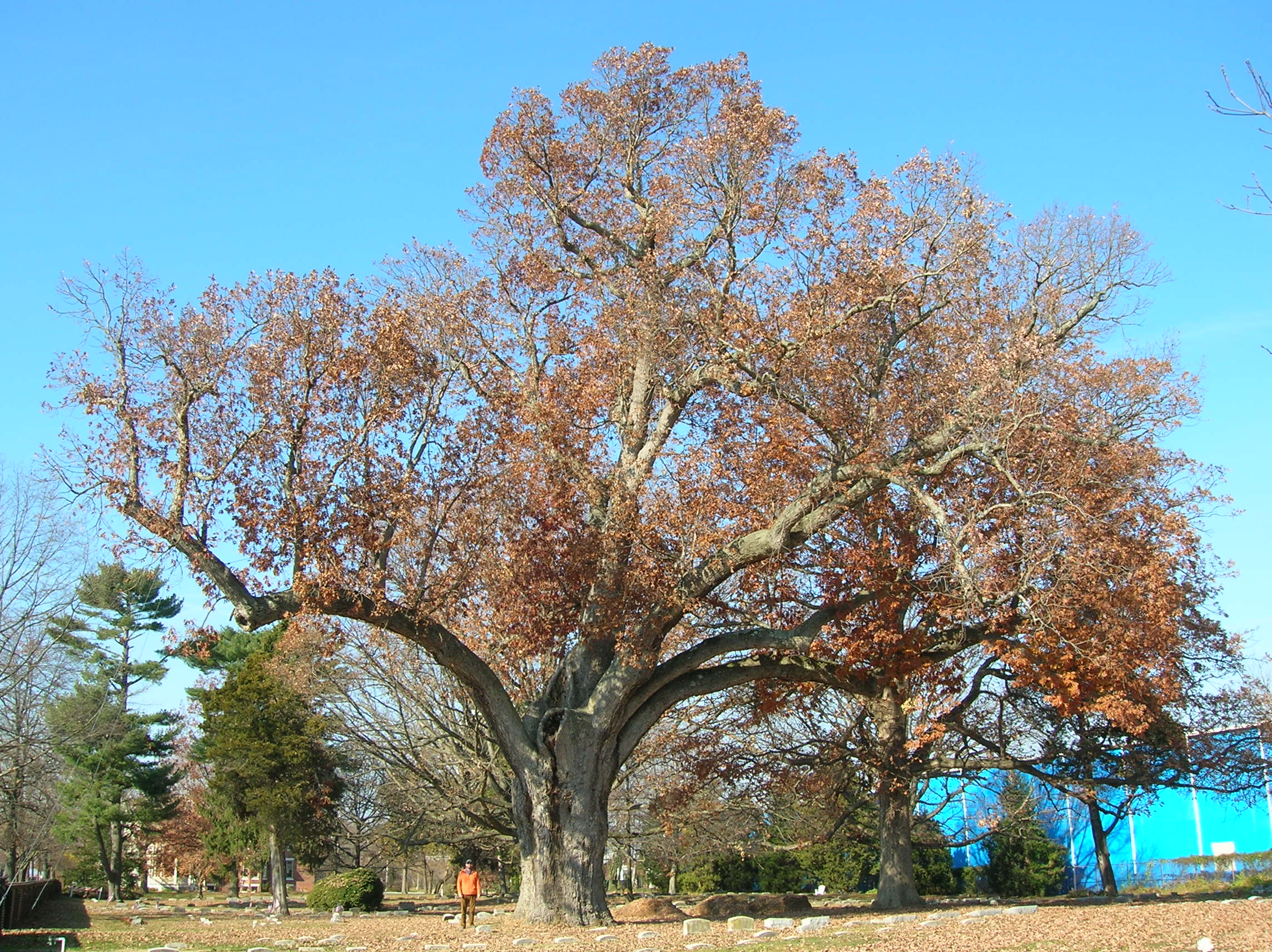
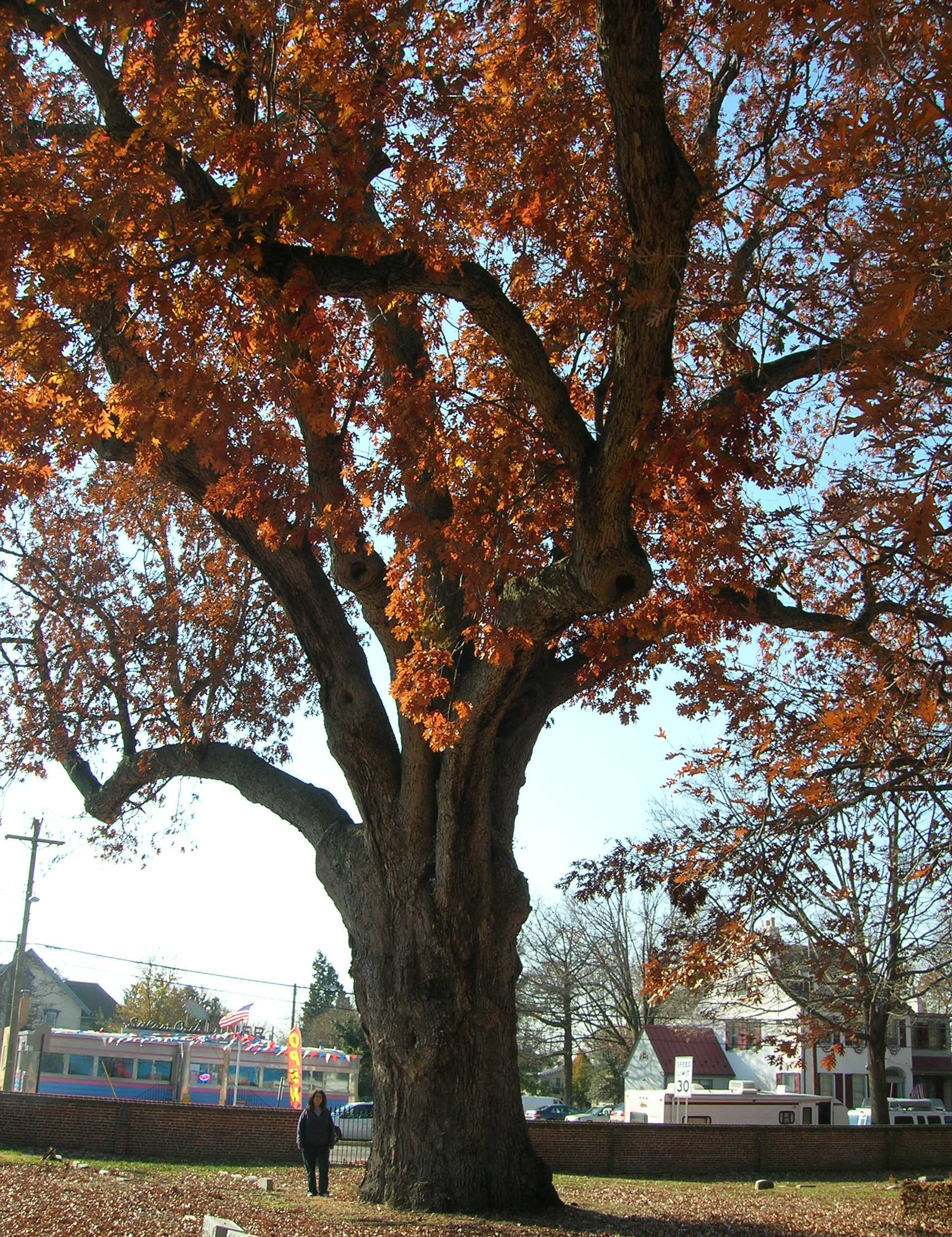
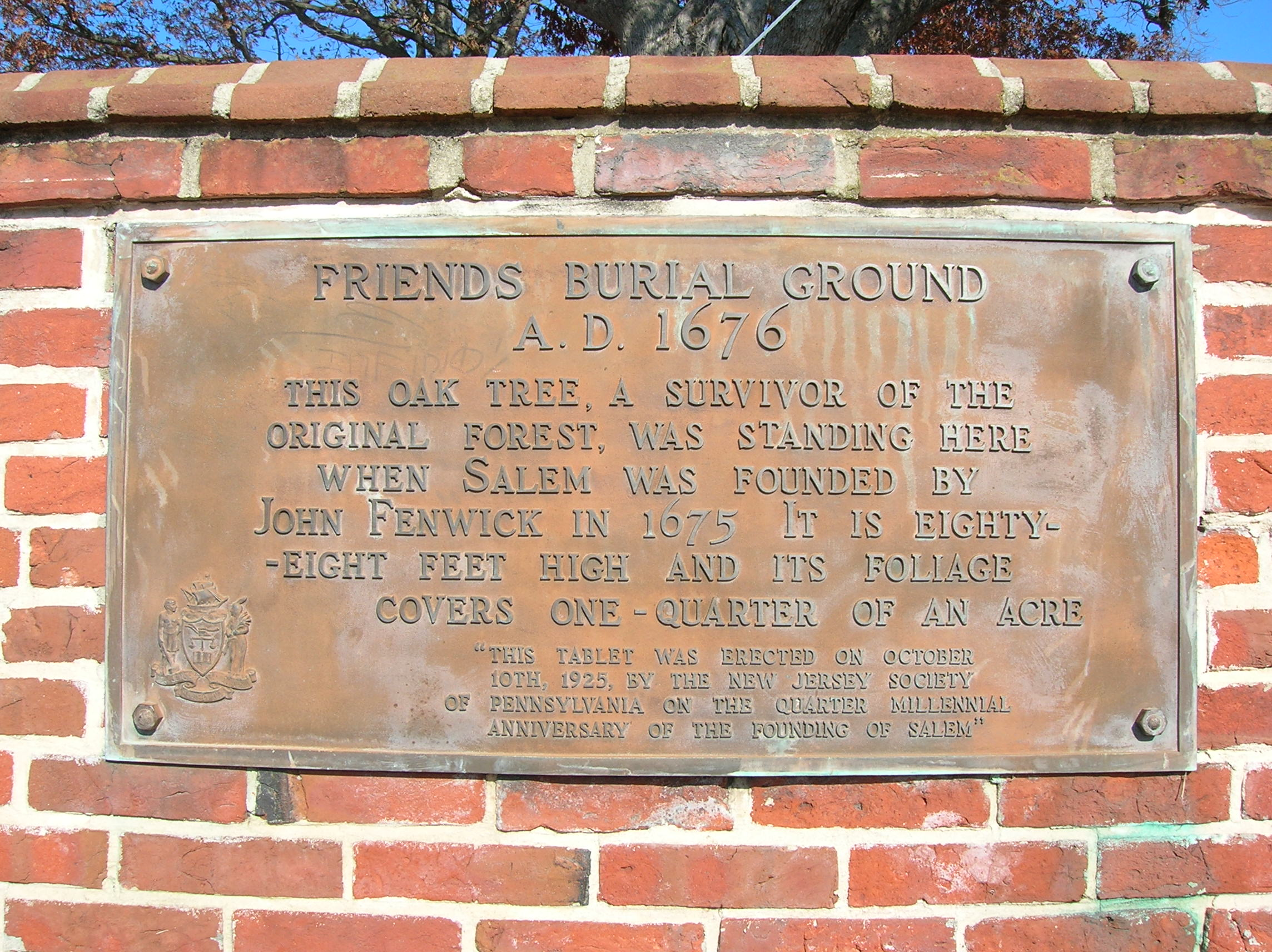